# Moulin Provencher
La Maison sur l'eau ou Maison sur l'île, est une demeure à Moret-Loing-et-Orvanne, en France. Elle est construite sur l'emplacement du moulin Provencher détruit en 1944, dont elle reprend toujours communément le nom.

## Situation et accès
L'édifice est situé au centre de Moret-sur-Loing, partie de Moret-Loing-et-Orvanne, entouré de la rivière du Loing, et plus largement au sud-ouest du département de Seine-et-Marne. Il est relié au pont de Moret par une passerelle qui en constitue l'unique passage terrestre.

## Historique

### Moulin Provencher

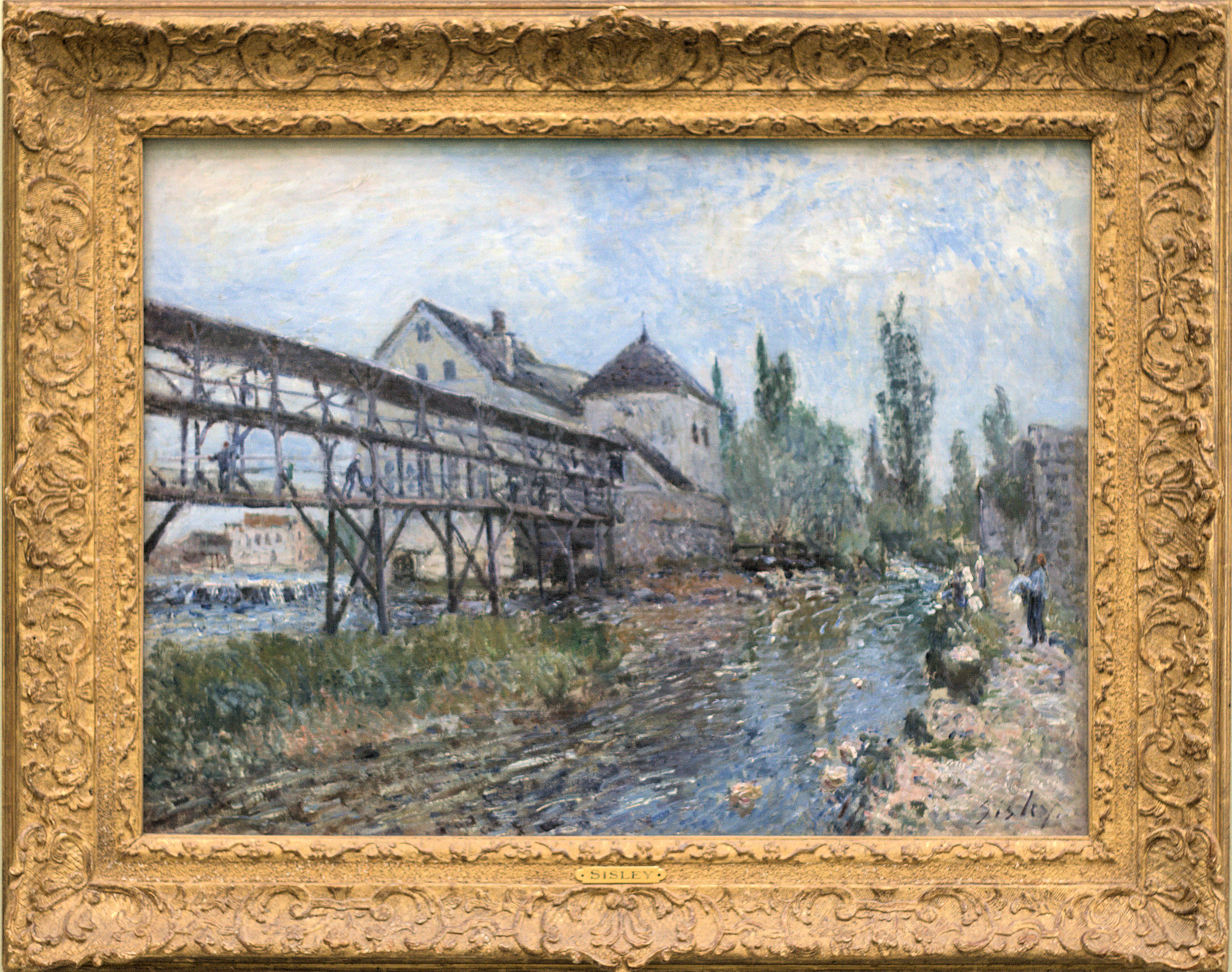
Le Moulin Provencher à Moret, 1883, par Alfred Sisley, musée Boijmans Van Beuningen.

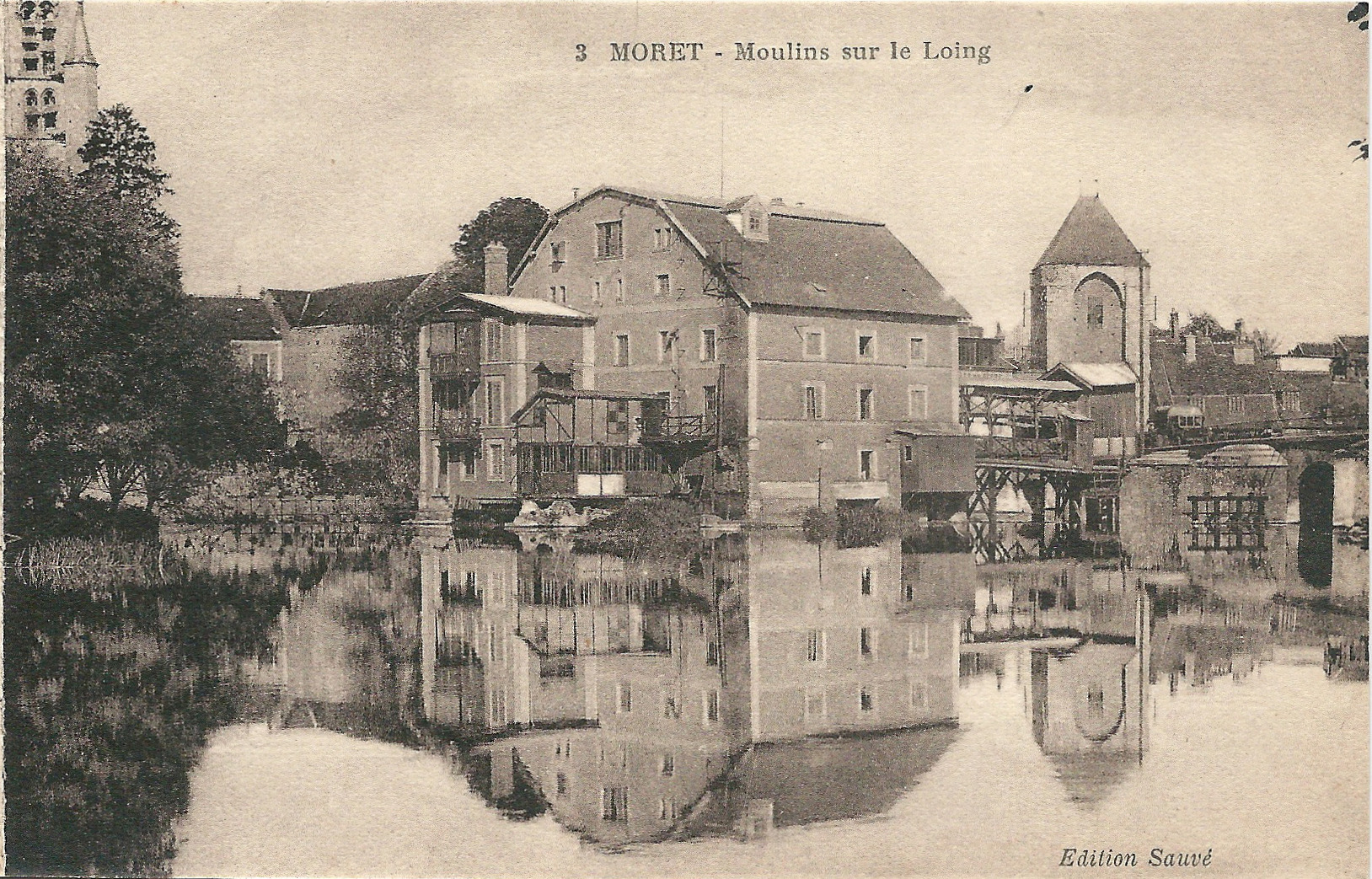
Carte postale représentant les moulins vers 1925.

Il s'agit à l'origine d'un moulin à foulon pour le traitement des peaux. Divers propriétaires se succèdent avant d'être acquis par la famille Provencher. Lors de la libération avec la progression de l'armée Patton, les troupes allemandes battent en retraite. En août 1944, ces derniers dynamitent alors le pont et le moulin qui en subit un incendie majeur,,. À la fin de la guerre, pendant plusieurs mois, les ruines sont récupérées par des ouvriers qui en détachent des blocs de pierre, des pièces en bois, des charpentes en fer, etc. ; ces composants sont transportés et chargés dans des camions stationnant sur le pont.

### Nouvelle demeure
L'industriel Paul-Louis Weiller rachètent les ruines du moulin et fait construire sur leur emplacement une nouvelle demeure. Elle aurait notamment accueilli des célébrités comme Charlie Chaplin ou Gary Cooper. Par la suite, elle est entre autres louée à des étudiants,.
La Ville acquit la demeure en été 2007 pour 730 000 euros avec le dessein d'en faire un lieu d'exposition. La restauration des lieux est notamment financée par le Syndicat intercommunal des maisons du bornage avec une somme de 180 000 euros. Le musée du sucre d'orge, précédemment situé dans les Maisons du Bon-Saint-Jacques et des Religieuses près de l'église, déménage dans ce lieu et réussit à accueillir en 2013, année de son ouverture, 5 700 visiteurs en 85 jours d'ouverture. Amenagé et ameublé avec du bois de chêne, la maison comprend également cinq chambres d'hôtes décorées sur le thème d'un peintre impressionniste.

## Structure
La maison évolue sur trois niveaux qui se dressent juste au-dessus de courants d'eau. Sa façade adopte une teinte beige et une poivrière la plastronne en son centre.